# (34319) 2000 QD193
2000 QD193 (asteroide 34319) é um asteroide da cintura principal. Possui uma excentricidade de 0.15712670 e uma inclinação de 3.39279º.
Este asteroide foi descoberto no dia 29 de agosto de 2000 por LINEAR em Socorro.